# Östersunds kommunvapen

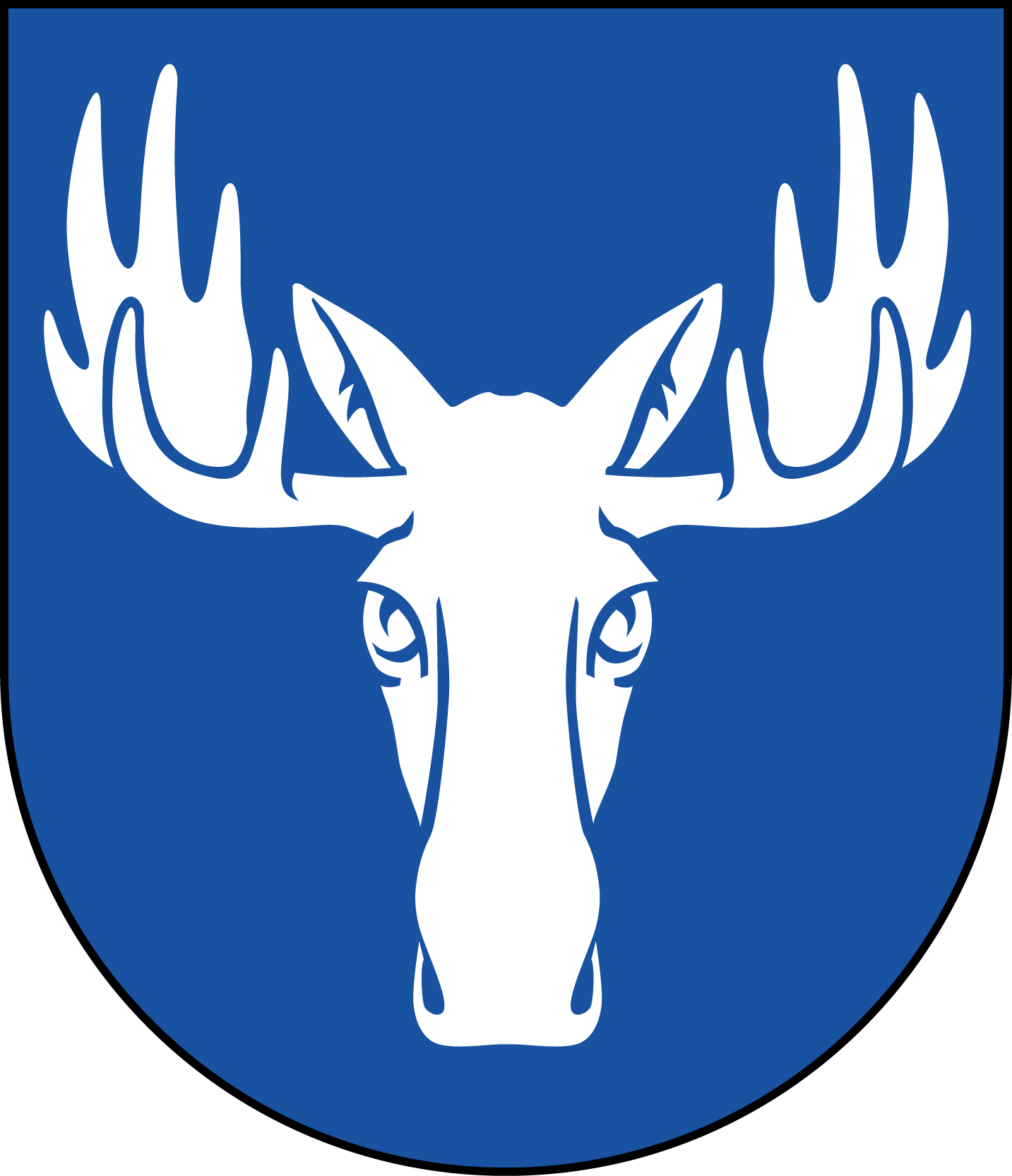
Älghuvudet i Östersunds vapen kan ses som en heraldisk förkortning av älgen i Jämtlands landskapsvapen.

Östersunds kommunvapen innehåller ett älghuvud som blickar ut mot betraktaren. Det kan ses som en symbol för faunan i området och för Östersunds kommuns betydelse som Jämtlands centrum och residensstad i Jämtlands län.

## Blasonering
Den nuvarande blasoneringen fastställdes vid vapnets registrering 1974: "I blått fält ett framåtvänt älghuvud av silver."
Den första blasoneringen från 1911 är sakligt densamma, men är skriven med den tidens stavningsregler: "Ett framåtvändt älghufvud i silfver på blått fält."

## Bakgrund
Östersund blev stad 1786 men lydde länge under landsrätt. Östersunds vapen fastställdes för Östersunds stad av Kungl. Maj:t (regeringen) den 9 juni 1911. Det utgick ifrån ett sigill med ett icke definierat hjortdjur, som blickar genom ett Ö. Detta sigill har troligen tillkommit i samband med att Östersund fick egen jurisdiktion på 1850-talet. På förslag av riksheraldikern togs bokstaven bort och djuret bestämdes till en älg, samma djur som återfinns i landskapsvapnet. Efter kommunbildningen 1971 fortfor användningen av stadsvapnet och registrerades för kommunen i PRV år 1974.

## Vapen för tidigare kommuner inom den nuvarande kommunen
Ett antal vapen blev övertaliga när Östersunds kommun bildades 1971: vapnen för Frösö köping och landskommunerna Hackås och Lit nämns i Nevéus vapenbok. Därtill använde även Brunflo ett vapen som dock inte var fastställt av Kungl. Maj:t.

### Brunflo
Brunflo landskommun antog den 12 december 1955 ett kommunvapen med blasoneringen I blått fält ett krenelerat torn, åtföljt på vardera sidan av en årderbill, allt av silver. Tornet syftar i detta fallet på den medeltida kastalen vid Brunflo kyrka medan årderbillarna är en heraldisk omskrivning av plogen i Marieby sockens sigill. Dessa symboliserar jordbruksbygden runt Brunfloviken. Vapnet var inte fastställt av Kungl. Maj:t.

### Frösö
Vapnet för Frösö landskommun fastställdes av Kungl. Maj:t (regeringen) den 12 september 1945 med följande blasonering: I blått fält en av vågskuror bildad bjälke av silver, åtföljd ovanför av två sexuddiga stjärnor och nedanför av en avbildning av korset på runstenen på Frösön, allt av guld. Stjärnorna skall stå för Frösön som ett gammalt kulturcentrum, bjälken med dess vågskuror står för Storsjön och korset är hämtat från Frösöstenen, som är Jämtlands enda och Sveriges nordligaste runsten. Formuleringen i blasoneringen är heraldiskt tveksam – ett vapen skall aldrig avbilda ett specifikt föremål, vilket man har kringgått genom att säga att det är en bild av föremålet.
Landskommunen ombildades till köping från och med 1948. Vapnet fördes vidare även av köpingen, även om något formellt beslut om detta inte tycks ha tagits.

### Hackås
Hackås landskommuns vapen fastställdes av Kungl. Maj:t (regeringen) den 29 juni 1956, med följande blasonering: I blått fält en uppskjutande, genomgående, krenelerad och med portvalv försedd mur samt däröver en störtad värja med rikt utvecklat handskydd och ett bloss i kors, allt av guld. Värjan syftar på det så kallade Skånkesvärdet i Hackås kyrka.
När Hackås landskommun uppöstes vid årsskiftet 1970/71, delades dess område upp mellan Östersunds och Bergs kommuner.

### Lit
Lits landskommuns vapen fastställdes den 5 mars 1948 av Kungl. Maj:t med blasonering enligt följande: I grönt fält en gående tjur av silver med röd beväring, därest dylik skall komma till användning, och nosring samt ovanför tjuren tre av vågskuror bildade förhöjda, bjälkvis ställda kavlar. Det fanns en tjur i Lits tingslags sigill på 1600-talet och kavlarna med vågskuror representerar Indalsälven, Långan och Hårkan.

Brunflo landskommun (1955-1970)
Frösö landskommun (1945-1947) Frösö köping (1948-1970)
Hackås landskommun (1956-1970)
Lits landskommun (1948-1970)